# UoSAT-12
El UoSAT-12 es el duodécimo satélite de una serie de ellos lanzados para la Universidad de Surrey, diseñado y construido por la Surrey Satellite Technology Ltd (SSTL). Fue lanzado a una órbita terrestre baja por un cohete Dnepr-1 el 21 de abril de 1999.
La misión del UoSAT-12 consistió en la realización de varias pruebas y demostración de nuevas tecnologías ópticas. Se probaron varias cámaras y un sistema de transferencia a 1 Mbit/s (experimento MERLION). Se instaló un módulo de Protocolo de Internet, permitiendo la realización de experimentos desde el centro de vuelo espacial Goddard en el marco del proyecto OMNI (Operating Missions as Nodes on the Internet).
Estas tecnologías fueron posteriormente adaptadas por la SSTL al diseño de la Disaster Monitoring Constellation (Constelación de Satélites para el seguimiento de Catástrofes).